# 桜井徳太郎
桜井 徳太郎（さくらい とくたろう、1917年4月1日 - 2007年8月27日）は、日本の民俗学者。駒澤大学名誉教授。専門は、シャーマニズム・民間信仰・他界観など。

## 経歴
1917年、新潟県北魚沼郡川口町出身。1941年、東京高等師範学校文科第四部を卒業。1944年東京文理科大学文学部史学科を卒業した。
卒業後は東京高等師範学校助教授となる。1961年より東京教育大学文学部助教授、1973年に教授昇進。学位論文『地域社会における講の沈着過程の研』を東京教育大学に提出して文学博士の学位を取得。1977年、駒澤大学教授となる。1983年より文学部長、1986年より学長をつとめた。1991年に駒澤大学を退任し、名誉教授となった。学界では、日本民俗学会代表理事や日本風俗史学会会長も務めた。1998年に日本宗教学会名誉会員、2000年に説話文学会名誉会員、2005年に日本民俗学会名誉会員。2002年には川口町名誉町民（平成の大合併により、川口町が長岡市に編入後は、同・名誉市民）に推挙された。2007年8月27日、悪性リンパ腫の為に逝去。90歳没。生生前は東京都板橋区在住で、所蔵の書物を板橋区公文書館（桜井徳太郎文庫）に寄贈した。

## 受賞・栄典
- 1961年：『日本民間信仰論』で東京文理科大学閉学記念賞を受賞。
- 1962年には『地域社会における講の沈着過程の研究』で第1回柳田賞を受賞[4]。
- 1981年：紫綬褒章を受章。
- 1990年秋：勲三等旭日中綬章受勲。
- 2002年：第12回南方熊楠賞を受賞。

## 研究内容・業績
柳田國男晩年の門下生である。
- 市井三郎、鶴見和子らの「思想の冒険」グループのメンバーの一人として、近代化論研究や水俣の共同調査などにも参加。
- 東京教育大学の古代史講座では和歌森太郎（歴史民俗学）と同僚で、多くの研究者を育てた。
- 2002年（平成14年）にその業績を顕彰し「櫻井賞」が開設された。

## 著作
- 『昔ばなし 日本人の心のふるさと』社会思想研究会出版部 現代教養文庫 1957
  - 「昔ばなし」改訂版・塙新書 1983／「昔話の民俗学」講談社学術文庫 1996
- 『日本民間信仰論』雄山閣 1958／増訂版・弘文堂 1976
- 『講集団成立過程の研究』吉川弘文館 1962
- 『民間信仰』塙書房・塙選書 1966／新編・ちくま学芸文庫 2020
- 『少年少女日本の歴史 2　貴族の世のなか 奈良・平安時代』偕成社 1967
- 『死霊の誘い 民俗学への招待』人物往来社 1967
- 『神仏交渉史研究 民俗における文化接触の問題』吉川弘文館 1968
- 『日本人の生と死』岩崎美術社 1968 民俗民芸双書
- 『季節の民俗』秀英出版 1969
- 『宗教と民俗学』岩崎美術社 1969 民俗民芸双書
- 『祭りと信仰 民俗学への招待』新人物往来社 1970／講談社学術文庫 1987
- 『民間信仰と現代社会 人間と呪術』日本人の行動と思想　評論社 1971
- 『沖縄のシャマニズム 民間巫女の生態と機能』弘文堂 1973
- 『日本のシャマニズム 上巻　民間巫女の伝承と生態』吉川弘文館 1974
- 『日本のシャマニズム 下巻　民間巫俗の構造と機能』吉川弘文館 1977
- 『霊魂観の系譜 歴史民俗学の視点』筑摩書房 1977／講談社学術文庫 1989／新編・ちくま学芸文庫 2012
- 『日本民俗宗教論』春秋社 1982
- 『結衆の原点 共同体の崩壊と再生』弘文堂 1985
- 『伝承の相貌 民俗学四十年』吉川弘文館 1987
- 『桜井徳太郎著作集』全9巻・別巻（総索引）、吉川弘文館、1987-1991

1. 講集団の研究
2. 神仏交渉史の研究
3. 民間信仰の研究 上 共同体の民俗規制
4. 民間信仰の研究 下 呪術と信仰
5. 日本シャマニズムの研究 上 伝承と生態
6. 日本シャマニズムの研究 下 構造と機能
7. 東アジアの民俗宗教
8. 歴史民俗学の構想
9. 民俗儀礼の研究

- 『民俗探訪 1 日本列島・北への旅』法蔵館 1992
- 『民俗探訪 2 日本列島・南への旅』法蔵館 1992
- 『民俗探訪 3 神々のフィールドワーク』法蔵館 1993
- 『民俗探訪 4 現代民俗学の冒険』法蔵館 1993
- 『私説 柳田國男』吉川弘文館 2003

### 共編著
- 『日本の民俗 第4巻　人間の交流』北見俊夫共著 河出書房新社 1965
- 『心願の美』写真:高橋南勝、分担解説：岡本太郎と 毎日新聞社 1973
- 『日本思想大系 20　寺社縁起』岩波書店 1975　萩原龍夫・宮田登と校注
- 『山岳宗教と民間信仰の研究』編 名著出版 1976 山岳宗教史研究叢書
- 『シャーマニズムの世界』編 春秋社 1978、新版1995
- 『日本宗教の複合的構造』編 弘文堂 1978
- 『民間信仰辞典』編 東京堂出版 1980
- 『地蔵信仰』編 雄山閣出版 1983 民衆宗教史叢書
- 『ハレ・ケ・ケガレ 共同討議』共著 青土社 1984
- 『仏教民俗学大系3　聖地と他界観』名著出版 1987、新装版2016
- 『日本社会の変革と再生 共同体と民衆』編 弘文堂 1988
- 『日本宗教の正統と異端 教団宗教と民俗宗教』編 弘文堂 1988
- 『日本民俗の伝統と創造 新・民俗学の構想』編 弘文堂 1988
- 『講座神道 第3巻　近代の神道と民俗社会』大浜徹也共編 桜楓社 1991
- 『シャーマニズムとその周辺』編著 第一書房 2000